# Xe trâu bò

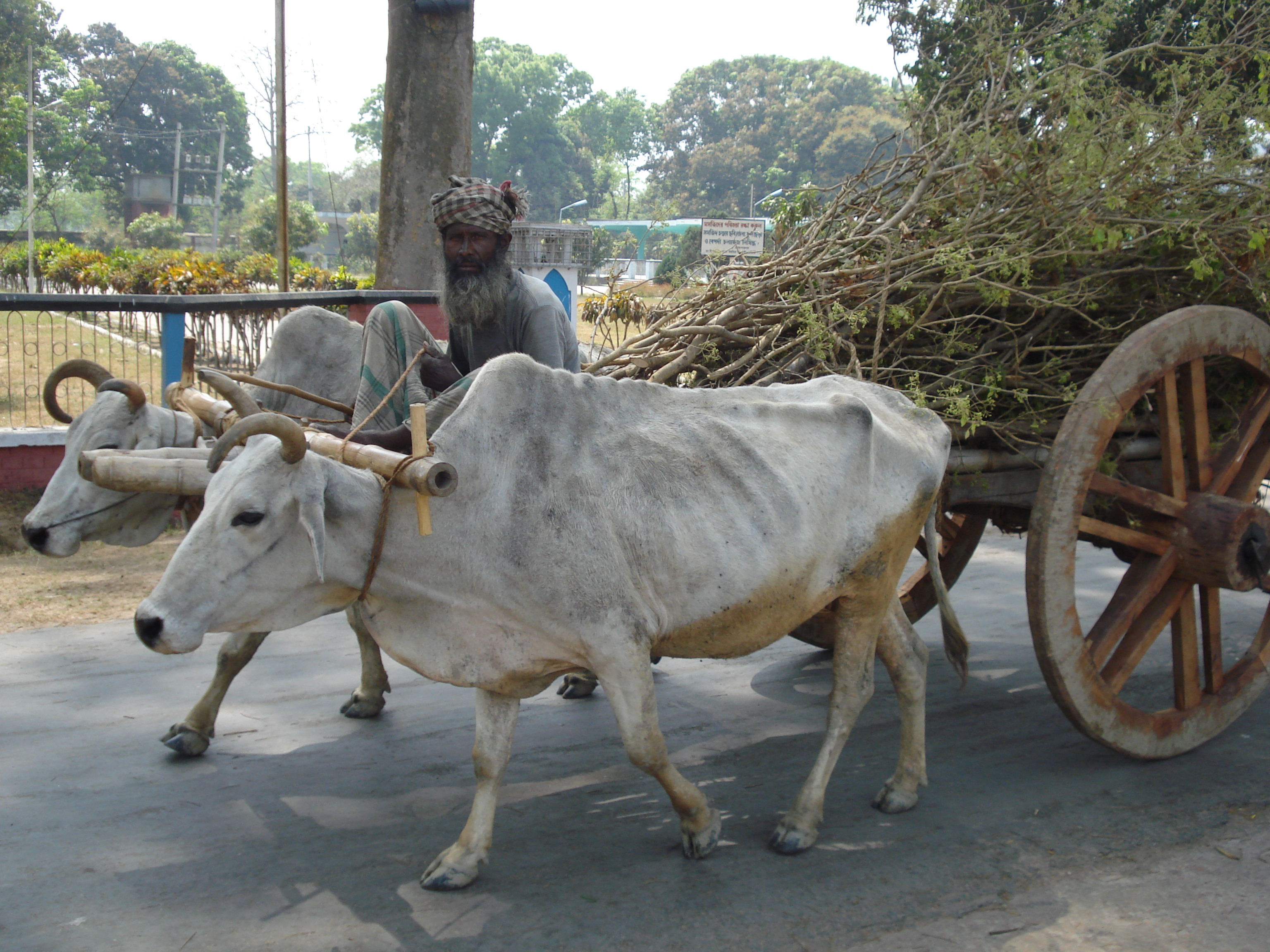
Xe bò ở Ấn Độ

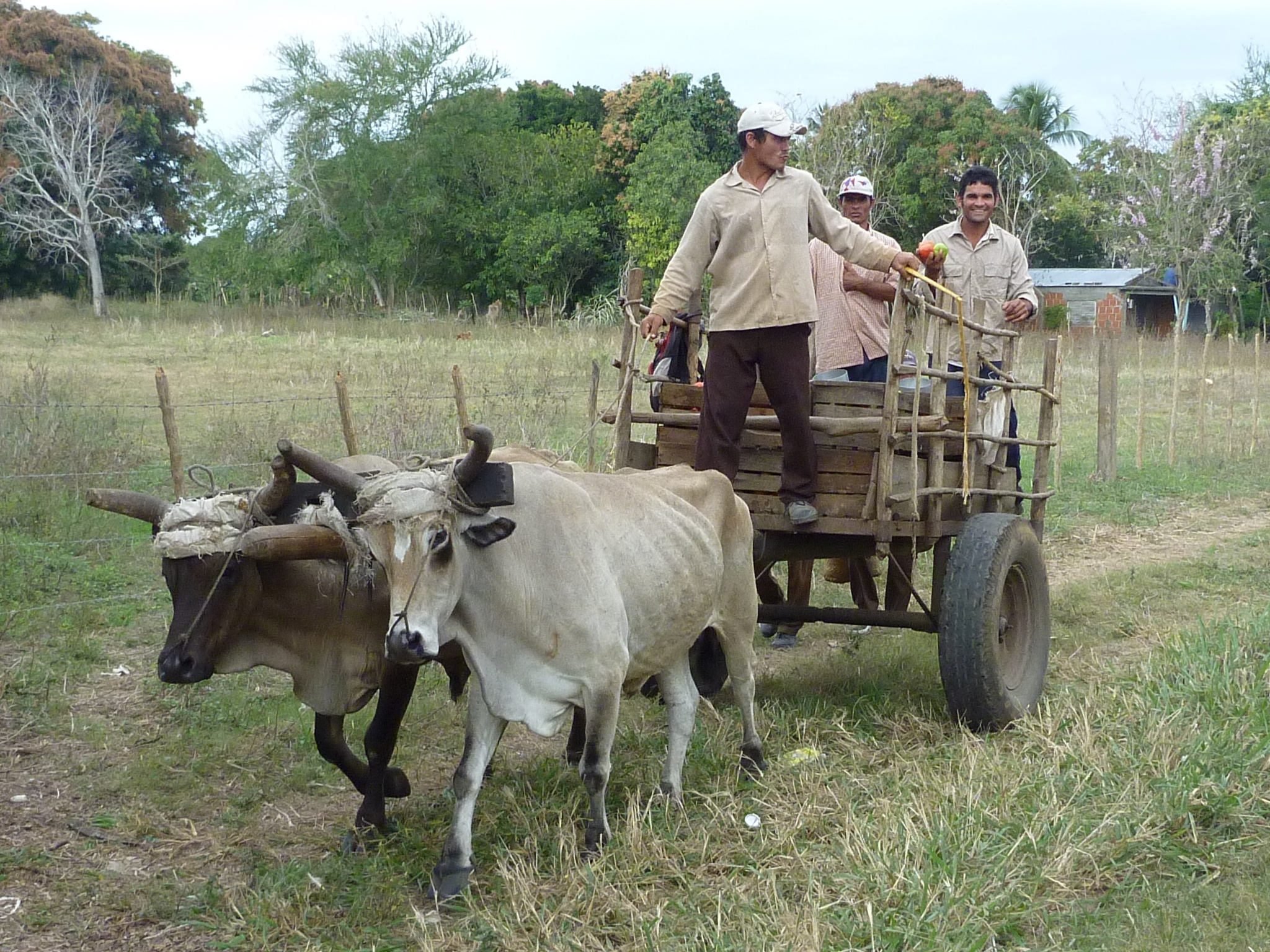
Một chiếc xe bò ở Cuba

Xe bò, xe trâu là chỉ chung một phương tiện có hai bánh hoặc bốn bánh xe, được kéo bởi bò hoặc trâu. Nó là một phương tiện vận tải sử dụng từ thời cổ đại ở nhiều nơi trên thế giới. Chúng vẫn được sử dụng ngày nay, ở những nơi mà phương tiện hiện đại là quá đắt tiền hoặc các cơ sở hạ tầng không ủng hộ họ.
Được sử dụng đặc biệt là chở hàng, các xe bò được kéo bởi một hoặc một vài con bò (bò đực), được gắn vào một nhóm bò đực bởi một chuỗi đặc biệt gắn liền với một cái móc, một sợi dây thừng cũng có thể được sử dụng cho một hoặc hai con vật kéo. Người điều khiển và bất kỳ người nào khác ngồi trên phía trước của chiếc xe, trong khi các vật đang chở được đặt ở phía sau. Theo truyền thống thì hàng hóa thông thường là sản phẩm nông nghiệp và gỗ.

## Thời cổ đại
Việc phát minh ra bánh xe ở Ấn Độ, sử dụng xe bò có thể vận chuyển ở châu Âu. Bằng chứng về ứng dụng của bánh xe xuất hiện từ giữa thiên niên kỷ thứ 4 trước Công nguyên gần như đồng thời tại Bắc Caucasus (văn hóa Maikop), và ở Trung Âu. Các xe sớm nhất có bánh xe rất có thể là xe bò.

## Úc
Tại Australia, xe bò thường được sử dụng để mang tải trọng lớn. Nó được kéo bởi các đội xe bò có thể lên đến hơn 20 con bò hoặc nhiều loài động vật khác. Đội Bullock đã được sử dụng rộng rãi để vận chuyển sản phẩm từ nông thôn đến các thành phố lớn và các cảng. Do diện tích của Úc quá rộng, những hành trình thường có khoảng cách lớn và có thể mất rất nhiều ngày và thậm chí cả tuần mới hoàn thành chuyến đi.

## Indonesia
Tại Indonesia, xe bò thường được sử dụng trong các vùng nông thôn của đất nước, nơi nó được sử dụng để vận chuyển hàng hóa và các toa xe cũng có thể chở người. Nhưng phổ biến ở Indonesia là xe ngựa hơn là xe bò. Tại Indonesia, xe bò gọi là bajingan .

## Malaysia
Xe đã được sử dụng rộng rãi tại Malaysia trước khi xe ô tô được sử dụng, và nhiều người vẫn đang sử dụng ngày nay. Những chiếc xe bò chở khách sử dụng đặc biệt cho khách du lịch. Xe hành khách thường được trang bị với mái hiên để bảo vệ chống ánh nắng mặt trời và mưa, và thường được trang trí vui vẻ, đẹp mắt.

## Việt Nam

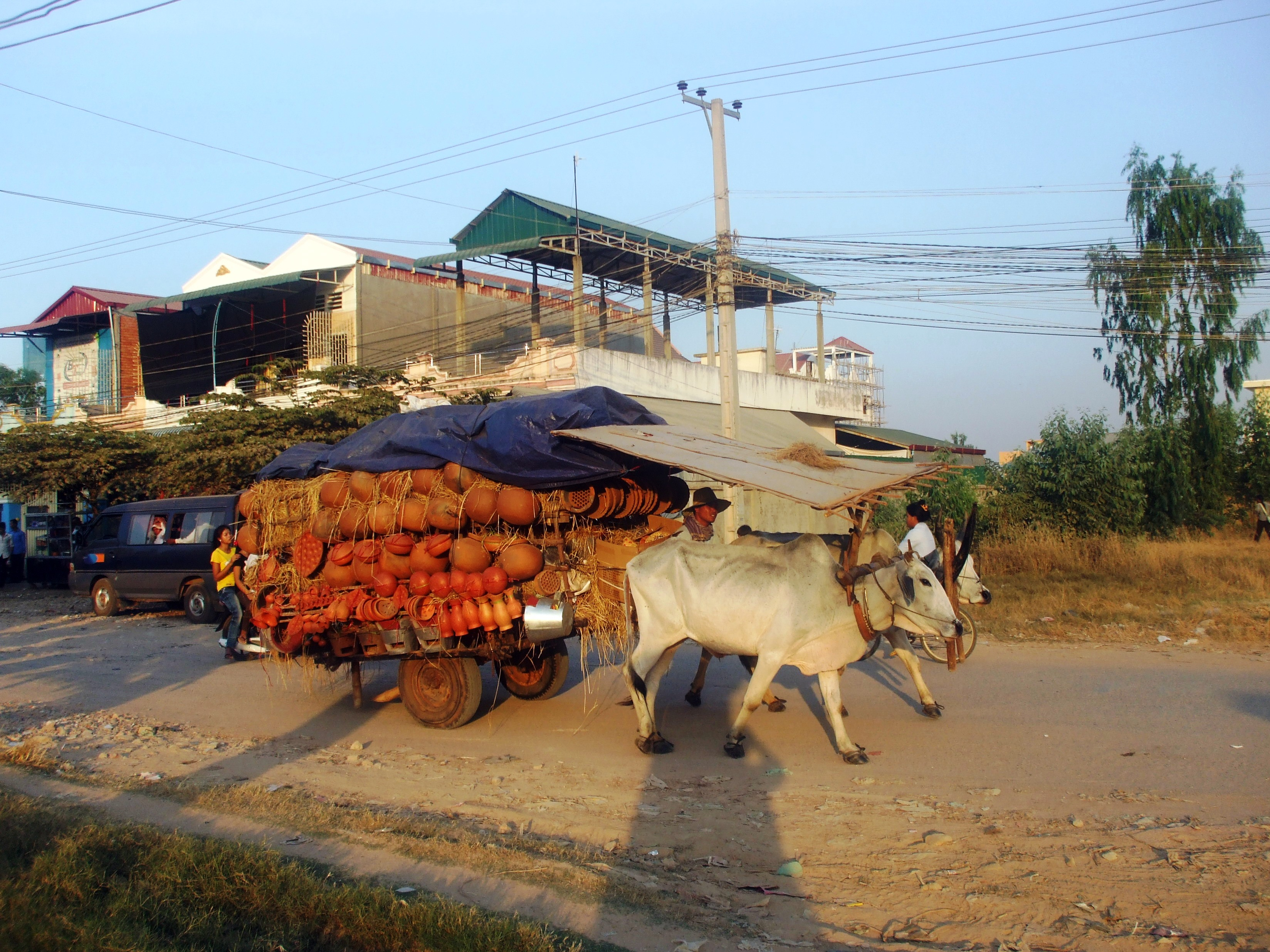
Bò Bảy Núi đang kéo xe chuyên chở hàng hóa

Tại Việt Nam, nhất là ở các vùng nông thôn, xe bò vẫn còn đang được sử dụng phổ biến để chở lúa, thực phẩm từ các ruộng. Xe bò ở Việt Nam thường chỉ do một con bò hoặc một con trâu kéo. Xe bò còn là một công cụ để chở hàng hóa đắc lực của nông dân Việt.